# Leonardo Rodríguez
Leonardo Adrian Rodríguez Iacobitti (* 27. August 1966 in Lanús) ist ein ehemaliger argentinischer Fußballspieler, der zuletzt bei CA Lanús spielte und Mitglied der argentinischen Nationalmannschaft war.

## Karriere

### Verein
Leonardo Rodríguez begann seine Karriere in der Jugend von CA Lanús, ehe er im Jahr 1984 in die Profimannschaft aufgenommen wurde. Dort absolvierte Rodríguez vier Spielzeiten, darunter auch in der zweitklassigen Primera B Nacional. 1988 folgte ein Wechsel zum Erstligisten CA Vélez Sársfield. Auch wenn er in der Saison 1988/89 27 Ligaspiele absolvierte und sich somit als Stammspieler etablieren konnte, wechselte Rodríguez zur darauffolgenden Spielzeit zu den Argentinos Juniors. Bei den Juniors war er allerdings auch nur für ein Jahr unter Vertrag, in der Saison 1990/91 wechselte er zum Ligakonkurrenten CA San Lorenzo de Almagro. Wie auch schon die Jahre davor, musste Rodríguez sich am Saisonende immer mit einem Platz in der mittleren Tabellenregion zufriedengeben.
Im Sommer 1991 folgte schließlich der Wechsel nach Europa und zwar zum französischen Verein Sporting Toulon. Obwohl Rodríguez erst ab dem 9. Spieltag eingesetzt wurde, konnte er sich schnell in der Ligue 1 etablieren. Er traf vom 11. bis 15. Spieltag in jedem Spiel einmal und am 18. Januar 1992 gelangen ihm alle vier Treffer (davon drei Elfmeter) beim 4:2-Heimsieg über den späteren Tabellenletzten AS Nancy. Nach zwölf Toren aus 27 Spielen wurde der italienische Erstligist Atalanta Bergamo auf ihn aufmerksam und verpflichtete ihn im Juli 1992. Allerdings konnte Rodriguez seine Torgefährlichkeit in Italien nicht unter Beweis stellen, lediglich am 13. Spieltag erzielte er ein Tor beim 1:1 gegen Brescia Calcio im Dezember 1992. Nachdem er in der Hinrunde der Spielzeit 1993/94 nur einmalig zum Einsatz kam, wechselte Rodriguez im Januar 1994 zu Borussia Dortmund. Doch auch in Dortmund konnte er nicht richtig Fuß fassen, bis zum Ende der Saison kam er in der Bundesliga nur sechs Mal zum Einsatz, die 0:3-Niederlage gegen Dynamo Dresden war das einzige Spiel, welches er volle 90 Minuten durchspielte. Hinzu kommt ein UEFA-Pokal-Spiel gegen Inter Mailand (1:3), wo er die Torvorlage zum zwischenzeitlichen 1:2 von Michael Schulz gab.
Im Juli 1995 kehrte er nach Südamerika zurück und wechselte zum chilenischen Klub CF Universidad de Chile. Schon in der ersten Spielzeit gelang ihm dort der Gewinn der Meisterschaft. In den Spielzeiten 1995 und 1996 zeigte er sich mit zehn Toren aus 35 Ligaspielen wieder gewohnt treffsicher für einen Mittelfeldspieler und auch bei der Copa Libertadores 1996 traf er in zwölf Toren insgesamt drei Mal, ehe man im Halbfinale sich dem CA River Plate aus Argentinien geschlagen geben musste. Die Jahre 1997 und 1998 verbrachte er in Mexiko bei Club América. Dort absolvierte er 48 Ligaspiele, in denen er sechs Treffer markieren konnte. 1998 wechselte Rodriguez zum CF Universidad de Chile zurück und feierte noch im selben Jahr den Gewinn des Copa Chile. Im darauffolgenden Jahr wiederholte die Mannschaft den Titelgewinn von 1995 und zur Jahrtausendwende gewann Universidad de Chile das Double, d. h. Primera División und Copa Chile. Nach drei erfolgreichen Jahren in Chile kehrte er in sein Heimatland Argentinien zurück, zu einem Verein für den er schon in der Vergangenheit spielte, zum CA San Lorenzo de Almagro. Auch mit dem Klub aus Buenos Aires war er erfolgreich, so gewann das Team unter anderem den Copa Mercosur im Jahr 2001 nach zwei Finalspielen gegen Flamengo Rio de Janeiro im Elfmeterschießen. Die Krönung seiner Vereinskarriere war schließlich der Finalsieg im Copa Sudamericana 2002 gegen den kolumbianischen Vertreter Atlético Nacional (4:0 agg.). Im Jahr 2002 ließ Rodríguez seine Karriere bei seinem Jugendverein CA Lanús ausklingen. Er kam noch auf elf Ligaeinsätze und zwei Tore, ehe er seine aktive Karriere im Dezember 2002 beendete.

### Nationalmannschaft
Rodríguez war von 1991 bis 1994 im Kader der argentinischen Fußballnationalmannschaft, darunter bei den beiden Copa-América-Siegen 1991 und 1993, sowie während der Fußball-Weltmeisterschaft 1994. Beim 3:1-Sieg im Finale des König-Fahd-Pokals 1992 gegen Saudi-Arabien erzielte er das 1:0 in der 18. Minute. Er absolvierte insgesamt 28 Länderspiele, in denen ihm zwei Treffer gelangen.

## Titel und Erfolge
CF Universidad de Chile
- Primera División (3): 1995, 1999, 2000
- Copa Chile (2): 1998, 2000

CA San Lorenzo de Almagro
- Copa Mercosur (1): 2001
- Copa Sudamericana (1): 2002

Argentinien
- Copa América (2): 1991, 1993
- König-Fahd-Pokal (1): 1992